# Cudotwórczyni (film 2000)
Cudotwórczyni – amerykański film obyczajowy z 2000 roku na podstawie sztuki Williama Gibsona. Telewizyjny remake filmu Artura Penna z 1962 roku.

## Główne role
- Hallie Kate Eisenberg - Helen Keller
- Alison Elliott - Anne Sullivan
- David Strathairn - Kapitan Keller
- Lucas Black - James Keller
- Kate Greenhouse - Kate Keller
- Damir Andrei - Dr Anapaes
- Kevin Duhaney - Percy
- Neville Edwards - Henry
- Patricia Gage - Ciotka Ev
- Eugene Lipinski - Proctor
- Twila Provencher - Młoda Annie
- Jackie Richardson - Vincy
- Liam Robinson - Jimmie
- Stephanie Sams - Martha

## Fabuła
Helen Keller (późniejsza pisarka, pedagog i działaczka społeczna) na skutek przebytej we wczesnym dzieciństwie choroby straciła wzrok i słuch. Dziewczynka była zamknięta w swoim świecie, aż do chwili, gdy pojawiła się nauczycielka Annie Sullivan. Za zgodą rodziców - choć nie bez ich oporów - Annie próbuje wydobyć Helen z mroku i ciszy w dość niekonwencjonalny sposób.